# Puchar Islandii w piłce siatkowej mężczyzn
Puchar Islandii w piłce siatkowej mężczyzn (isl. Bikarkeppni karla í blaki) – cykliczne krajowe rozgrywki sportowe, organizowane corocznie od sezonu 1974/1975 przez Islandzki Związek Piłki Siatkowej (Blaksamband Íslands) dla islandzkich męskich klubów siatkarskich.
Pierwszym zdobywcą Pucharu Islandii był klub Íþróttafélag stúdenta. Jak dotychczas najwięcej tytułów zdobył klub Þróttur Reykjavík (14).

## Nazwy od sponsorów tytularnych
- 1974-1994 – Ljómabikar
- 2005-2009 – Brosbikar
- 2009-2011 – Bridestonebikar
- 2011-2013 – Asicsbikar
- od 2016 – Kjörísbikar

## Triumfatorzy
| Sezon     | Miejsce finału | Zdobywca pucharu                                             | Finalista                                                    | Wynik finału                                                 |
| --------- | -------------- | ------------------------------------------------------------ | ------------------------------------------------------------ | ------------------------------------------------------------ |
| 1974/1975 | Seltjarnarnes  | Íþróttafélag stúdenta                                        | Þróttur Reykjavík                                            | 3:0 (15:4, 15:12, 15:11)                                     |
| 1975/1976 | Reykjavík      | Íþróttafélag stúdenta                                        | UMF Laugdæla                                                 | 3:1                                                          |
| 1976/1977 |                | Þróttur Reykjavík                                            |                                                              |                                                              |
| 1977/1978 | Reykjavík      | Þróttur Reykjavík                                            | Íþróttafélag stúdenta                                        | 3:0 (15:9, 15:9, 15:6)                                       |
| 1978/1979 | Reykjavík      | Íþróttafélag stúdenta                                        | UMSE                                                         | 3:2 (15:0, 13:15, 15:6, 13:15, 15:12)                        |
| 1979/1980 | Selfoss        | UMF Laugdæla                                                 | Þróttur Reykjavík                                            | 3:1 (9:15, 15:6, 16:14, 15:13)                               |
| 1980/1981 | Reykjavík      | Þróttur Reykjavík                                            | Íþróttafélag stúdenta                                        | 3:0 (15:9, 15:13, 15:5)                                      |
| 1981/1982 |                | Þróttur Reykjavík                                            | Íþróttabandalag Vestmannaeyja                                | 3:0 (17:15, 15:13, 15:7)                                     |
| 1982/1983 | Reykjavík      | Þróttur Reykjavík                                            | Íþróttafélag stúdenta                                        | 3:2 (15:11, 15:12, 9:15, 13:15, 15:7)                        |
| 1983/1984 | Reykjavík      | Íþróttafélag stúdenta                                        | Þróttur Reykjavík                                            | 3:1 (6:15, 15:9, 15:12, 15:11)                               |
| 1984/1985 | Kópavogur      | Þróttur Reykjavík                                            | Íþróttafélag stúdenta                                        | 3:0 (15:8, 17:15, 16:14)                                     |
| 1985/1986 |                | Þróttur Reykjavík                                            | Íþróttafélag stúdenta                                        | 3:1 (15:9, 15:5, 3:15, 16:14)                                |
| 1986/1987 | Kópavogur      | Íþróttafélag stúdenta                                        | KA                                                           | 3:2 (15:10, 12:15, 15:6, 7:15, 15:12)                        |
| 1987/1988 | Kópavogur      | Þróttur Reykjavík                                            | Íþróttafélag stúdenta                                        | 3:2 (17:15, 5:15, 15:4, 7:15, 15:7)                          |
| 1988/1989 | Kópavogur      | Íþróttafélag stúdenta                                        | Þróttur Reykjavík                                            | 3:1 (15:10, 15:12, 15:17, 15:8)                              |
| 1989/1990 | Húsavík        | Þróttur Reykjavík                                            | KA                                                           | 3:0 (17:16, 15:12, 15:12)                                    |
| 1990/1991 | Kópavogur      | KA                                                           | HK                                                           | 3:0 (15:5, 17:15, 15:3)                                      |
| 1991/1992 | Kópavogur      | KA                                                           | Þróttur Reykjavík                                            | 3:2 (15:13, 15:3, 13:15, 12:15, 15:10)                       |
| 1992/1993 | Kópavogur      | HK                                                           | Þróttur Reykjavík                                            | 3:0 (16:14, 15:11, 15:9)                                     |
| 1993/1994 | Kópavogur      | Þróttur Reykjavík                                            | HK                                                           | 3:2 (11:15, 10:15, 15:8, 15:7, 15:8)                         |
| 1994/1995 | Kópavogur      | HK                                                           | Íþróttafélag stúdenta                                        | 3:1 (15:13, 11:15, 15:10, 15:5)                              |
| 1995/1996 | Reykjavík      | Þróttur Reykjavík                                            | HK                                                           | 3:0 (15:11, 16:14, 15:3)                                     |
| 1996/1997 | Reykjavík      | Þróttur Reykjavík                                            | Stjarnan                                                     | 3:0 (15:3, 15:5, 15:11)                                      |
| 1997/1998 | Reykjavík      | Þróttur Reykjavík                                            | Stjarnan                                                     | 3:1 (15:5, 15:10, 11:15, 15:10)                              |
| 1998/1999 | Reykjavík      | Íþróttafélag stúdenta                                        | KA                                                           | 3:0 (25:20, 25:20, 25:23)                                    |
| 1999/2000 | Kópavogur      | Íþróttafélag stúdenta                                        | Þróttur Reykjavík                                            | 3:1 (25:23, 25:18, 20:25, 25:23)                             |
| 2000/2001 | Kópavogur      | Íþróttafélag stúdenta                                        | Stjarnan                                                     | 3:2 (25:23, 16:25, 25:16, 23:25, 20:18)                      |
| 2001/2002 | Reykjavík      | Íþróttafélag stúdenta                                        | Þróttur Reykjavík                                            | 3:1 (22:25, 25:21, 25:19, 25:23)                             |
| 2002/2003 | Reykjavík      | Stjarnan                                                     | HK                                                           | 3:1 (25:18, 23:25, 25:20, 25:17)                             |
| 2003/2004 | Reykjavík      | Stjarnan                                                     | Íþróttafélag stúdenta                                        | 3:2 (25:23, 20:25, 22:25, 26:24, 15:12)                      |
| 2004/2005 | Reykjavík      | Stjarnan                                                     | HK                                                           | 3:2 (24:26, 25:18, 25:20, 23:25, 15:13)                      |
| 2005/2006 | Reykjavík      | Stjarnan                                                     | KA                                                           | 3:1 (23:25, 25:11, 25:22, 26:24)                             |
| 2006/2007 | Reykjavík      | Stjarnan                                                     | Íþróttafélag stúdenta                                        | 3:0 (25:19, 25:12, 25:22)                                    |
| 2007/2008 | Reykjavík      | Stjarnan                                                     | KA                                                           | 3:1 (21:25, 30:28, 25:20, 25:16)                             |
| 2008/2009 | Reykjavík      | Þróttur Reykjavík                                            | KA                                                           | 3:2 (18:25, 18:25, 25:16, 25:18, 15:11)                      |
| 2009/2010 | Reykjavík      | KA                                                           | Stjarnan                                                     | 3:2 (19:25, 25:8, 21:25, 25:11, 15:3)                        |
| 2010/2011 | Reykjavík      | KA                                                           | Stjarnan                                                     | 3:0 (25:13, 25:14, 25:20)                                    |
| 2011/2012 | Reykjavík      | KA                                                           | Stjarnan                                                     | 3:1 (15:25, 25:21, 25:18, 25:21)                             |
| 2012/2013 | Reykjavík      | HK                                                           | Stjarnan                                                     | 3:2 (14:25, 25:17, 18:25, 25:23, 15:10)                      |
| 2013/2014 | Reykjavík      | HK                                                           | Þróttur Reykjavík                                            | 3:0 (25:14, 27:25, 25:15)                                    |
| 2014/2015 | Reykjavík      | KA                                                           | HK                                                           | 3:1 (26:24, 25:23, 21:25, 25:21)                             |
| 2015/2016 | Reykjavík      | KA                                                           | Þróttur Neskaupstað                                          | 3:1 (28:26, 25:21, 16:25, 25:18)                             |
| 2016/2017 | Reykjavík      | Afturelding                                                  | Stjarnan                                                     | 3:2 (27:25, 13:25, 20:25, 25:23, 15:13)                      |
| 2017/2018 | Kópavogur      | KA                                                           | HK                                                           | 3:1 (25:23, 25:16, 16:25, 25:22)                             |
| 2018/2019 | Kópavogur      | KA                                                           | Álftanes                                                     | 3:0 (25:22, 25:23, 25:17)                                    |
| 2019/2020 | Kópavogur      | Ze względu na pandemię COVID-19 rozgrywki zostały przerwane. | Ze względu na pandemię COVID-19 rozgrywki zostały przerwane. | Ze względu na pandemię COVID-19 rozgrywki zostały przerwane. |
| 2020/2021 | Kópavogur      | Hamar                                                        | Afturelding                                                  | 3:0 (25:23, 26:24, 25:21)                                    |
| 2021/2022 | Kópavogur      | Hamar                                                        | KA                                                           | 3:0 (25:19, 25:21, 25:22)                                    |
| 2022/2023 | Kópavogur      | Hamar                                                        | Vestri                                                       | 3:1 (20:25, 25:19, 25:14, 25:21)                             |
| 2023/2024 | Kópavogur      | Hamar                                                        | Þróttur Fjarðabyggð                                          | 3:0 (25:19, 25:17, 25:16)                                    |
| 2024/2025 | Kópavogur      | KA                                                           | Þróttur Reykjavík                                            | 3:0 (25:21, 25:16, 25:23)                                    |

## Bilans klubów
| Klub                  | Liczba tytułów |
| --------------------- | -------------- |
| Þróttur Reykjavík     | 14             |
| Íþróttafélag stúdenta | 10             |
| KA                    | 10             |
| Stjarnan              | 6              |
| Hamar                 | 4              |
| HK                    | 4              |
| Afturelding           | 1              |
| UMF Laugdæla          | 1              |